# کریوا بارا (استان وراتسا)
کریوا بارا (به بلغاری: Kriva Bara) یک منطقهٔ مسکونی در بلغارستان است که در استان وراتسا واقع شده‌است.
 کریوا بارا ۱۵٬۵۴۲ کیلومتر مربع مساحت و ۴۱۴ نفر جمعیت دارد و ۵۵ متر بالاتر از سطح دریا واقع شده‌است.